# Marco di Carli
Marco di Carli (Löningen, 12 aprile 1985) è un nuotatore tedesco.

## Palmarès
- Europei

Debrecen 2012: argento nella 4x100m misti.
- Europei in vasca corta

Dublino 2003: bronzo nei 100m misti.